# Nutzkosten
Nutzkosten (englisch used capacity cost) sind in der Betriebswirtschaftslehre jener Teil der Fixkosten, der durch Vollbeschäftigung der Produktionsfaktoren entsteht. Komplementärbegriff sind die Leerkosten.

## Allgemeines
Der Begriff wurde im Jahre 1951 von Erich Gutenberg eingeführt und gehört zur Teilkostenrechnung. Sein Pendant Leerkosten stammt von Otto Bredt. Es handelt sich bei Nutzkosten um Fixkosten, die aufgrund voll ausgelasteter Kapazitäten entstehen. Nutzkosten steigen, je höher der Beschäftigungsgrad ist. Entsprechend dazu sind die Leerkosten der Teil der fixen Kosten, der bei Unterbeschäftigung besteht. Grundlage der Unterteilung der Fixkosten in Nutz- und Leerkosten ist das Beanspruchungsprinzip.

## Berechnung
Leerkosten {\displaystyle K_{\text{L}}} und Nutzkosten {\displaystyle K_{\text{N}}} ergeben zusammen die Fixkosten {\displaystyle K_{\text{f}}}:
{\displaystyle K_{\text{f}}=K_{\text{L}}+K_{\text{N}}}.
Da die Leerkosten Teil der ohnehin in voller Höhe entstehenden Fixkosten sind, lassen sie sich nicht „einsparen“, sondern lediglich in Nutzkosten umwandeln. Das geschieht durch Erhöhung der Kapazitätsauslastung oder Verringerung der Kapazität.
Die Berechnung der Nutzkosten erfolgt mit Hilfe des Beschäftigungsgrads:
{\displaystyle K_{\text{N}}=B_{\text{g}}\cdot K_{\text{f}}=\left({\frac {B_{\text{i}}}{B_{\text{v}}}}\right)\cdot K_{\text{f}}}.
Dabei sind
{\displaystyle K_{\text{N}}}: Nutzkosten
{\displaystyle B_{\text{g}}}: Beschäftigungsgrad
{\displaystyle B_{\text{i}}}: Ist-Beschäftigung
{\displaystyle B_{\text{v}}}: Vollbeschäftigung.

## Wirtschaftliche Aspekte
Das Kostenmanagement insbesondere in Dienstleistungsunternehmen steht meist einer Kostenstruktur mit hohem Anteil von Personalkosten gegenüber und muss darauf ausgerichtet sein, den Auslastungsgrad (Belegungsgrad) zu maximieren, um möglichst geringe Leerkosten und möglichst höhe Nutzkosten zu verursachen.
Vorübergehende Leerkosten können aufgrund unternehmensinterner Faktoren (zum Beispiel durch die Krankheit von Arbeitnehmern) und auch externer Faktoren (keine Nachfrage für das erzeugte Produkt) entstehen. In Industrien mit hoher Anlagenintensität (englisch asset intensive) gehen Leerkosten aufgrund weltweiter Anlagen-Überkapazitäten dauerhaft in die Rentabilitätsrechnungen ein (z. B. bei Commodities in der Chemischen Industrie).
Leerkosten können auch strukturell notwendig werden: Durch hohe Anforderungen an die Flexibilität eines Unternehmens entsteht ein permanenter, strukturell nicht völlig zu vermeidender Wechsel zwischen Kapazitätsengpässen und Überkapazitäten (= Leerkosten). Im Falle der Personalfixkosten wird versucht, die Leerkosten durch Flexibilisierung der Arbeitszeit zu minimieren. Bei Dienstleistungsunternehmen, in denen die Produktionsfixkosten im Wesentlichen aus Personalkosten bestehen, ist zu beachten, dass das Vorhalten von Personal (=Leerkosten im klassischen Sinne) vom Kunden als Qualitätsmerkmal empfunden wird, insbesondere wenn die Dienstleistung in Zusammenarbeit mit dem Kunden erbracht wird. Ein Weg, dies in einer Leerkostenbetrachtung abzubilden, ist die Differenzierung der Nutzkosten in Beanspruchungsnutzen/eigentliche Nutzkosten und Bereithaltungsnutzen/Bereitschaftskosten.